# Jeanne Goursaud
Jeanne Goursaud, född 1996, är en tysk-fransk skådespelerska. Hennes far är från Frankrike och hennes mor är från Tyskland.

## Filmografi (i urval)
- 2020 – Barbarians (TV-serie)
- 2023 – The Chemistry of Death (TV-serie)
- 2025 – Exterritorial